# Atractus crassicaudatus
La serpiente tierrera o serpiente sabanera es una especie de serpiente no venenosa de la familia Colubridae. Es endémica de Colombia, de clima frío, inofensiva, de hasta 40 cm de longitud

## Distribución
Es endémica de Colombia, y está presente en los departamentos de Boyacá, Cundinamarca, Meta y Santander; también está presente en Caldas (Manizales). Habita zonas altas desde los 2000 hasta los 3200 m.s.n.m.
Es común en la sabana de Bogotá y en áreas con intervención humana, cosa que pone en peligro su existencia.

## Descripción
La cabeza es muy pequeña y se distingue muy poco del cuello. El dorso es principalmente negro, mientras que la parte ventral es mucho más vistosa y se presenta en dos variantes de color, amarillo (el más común) o rojo. Presenta dimorfismo sexual, las hembras exhiben una LT mayor que los machos y estos presentan la  longitud  de  la  cola  (LC)  y  el  número  de  escamas  subcaudales  superior  a  las  hembras.

## Ecología
La serpiente sabanera suele habitar lugares con cuerpos de agua, como los humedales, laderas de los ríos y potreros con alta humedad. Esta serpiente es de clima frío, se ve normalmente en las épocas lluviosas reptando por el suelo o trepando por los árboles. Se alimenta principalmente de lombrices, opiliones y otros artrópodos. Las hembras ponen huevos debajo de piedras, troncos o bajo tierra; las crías nacen entre los meses de octubre a diciembre.
En Bogotá se ha logrado observar en lugares como el humedal-pantano La Libélula, y humedales como el Burro, Torca, Capellanía, Córdoba, Tibabuyes, Conejera y Mamá Dominga, así como dentro del campus de la Ciudad Universitaria de Bogotá, perteneciente a la Universidad Nacional de Colombia y en el campus bosque de la Universidad Libre (Colombia) de Bogotá.